# Найденов, Георги
Георги Спиров Найденов (болг. Георги Спиров Найденов; 21 декабря 1931, София — 31 мая 1970, Дамаск) — болгарский футболист, игравший на позиции вратаря. Считается одним из лучших вратарей в истории Болгарии. Футболист года в Болгарии (1961). Бронзовый призёр Олимпийских игр 1956 года. Заслуженный мастер спорта Болгарии (1961).
Выступал, в частности, за клуб ЦСКА (София), а также национальную сборную Болгарии, с которой был участником двух чемпионатов мира и двух олимпийских игр.

## Клубная карьера
Во взрослом футболе дебютировал в 1949 году выступлениями за команду «Червено знаме» (София), в которой провёл два сезона, приняв участие в 10 матчах чемпионата.
В течение 1950—1955 годов защищал цвета клуба «Спартак» (София). Своей игрой за последнюю команду привлёк внимание представителей тренерского штаба клуба ЦСКА (София), к составу которого присоединился в 1955 году. Сыграл за армейцев из Софии следующие одиннадцать сезонов своей игровой карьеры. С командой он восемь раз становился чемпионом Болгарии и трижды выигрывал Кубок Болгарии. В 1961 году был выбран футболистом года в Болгарии.
Завершил игровую карьеру в команде «Спартак» (София). Вернулся к «спартаковцам» в 1966 году и отыграл за них один год. Всего в группе «А» чемпионата Болгарии Найденов провёл 298 матчей (176 матчей за ЦСКА, 112 матчей за «Спартак» и 10 матчей за «Червено знаме»). Также за ЦСКА Найденов провёл 20 матчей в Кубке европейских чемпионов (лучший результат — четвертьфинал в 1957 года).

## Выступления за сборную
20 ноября 1955 года дебютировал в официальных матчах в составе национальной сборной Болгарии в товарищеском матче против сборной ГДР (0: 1), а уже в следующем году поехал с командой на Олимпийские игры 1956 года в Мельбурне, на котором сыграл в двух матчах, а команда завоевала бронзовые награды. Он также был в составе сборной на следующих Олимпийских играх в Риме в 1960 году, сыграв во всех трёх матчах, но его команда не вышла из группы.
В составе сборной был участником чемпионата мира 1962 года в Чили, сыграв во всех трех матчах против сборной Аргентины (0: 1), сборной Венгрии (1: 6) и сборной Англии (0: 0), а также чемпионата мира 1966 года в Англии, сыграв два матча — против сборной Бразилии (0: 2) и сборной Португалии (0: 3). В обоих турнирах болгары не сумели преодолеть групповой этап и после второго из них Найденов завершил карьеру в сборной. Всего в течение карьеры в национальной команде, которая длилась 12 лет, провёл в её форме 51 матч.

## Тренерская карьера
В 1967 году, после окончания игровой карьеры, стал помощником тренера «Спартака» (София). После объединения «Левски» и «Спартака» в 1969 году он покинул команду и стал главным тренером «Марицы» (Пловдив).
Во время турне «Марица» в Сирии он внезапно умер 28 мая 1970 года на 39-м году жизни в городе Дамаск. Официальная версия смерти — повторный инфаркт миокарда, однако в публичном пространстве существует множество спекулятивных теорий о внезапной смерти Найденова. Его жена Маргарита уверена, что за смертью Найденова стоит болгарский спортивный функционер Ангел Солаков, с которым Георгий Найденов конфликтовал после объединения «Левски» со «Спартаком», и государственная безопасность.

## Достижения

### Клубные
- Чемпион Болгарии (8): 1955, 1956, 1957, 1958, 1958-59, 1959-60, 1960-61, 1961-62
- Обладатель Кубка Болгарии (3): 1955, 1960-61, 1964-65
- Чемпион Спартакиады дружественных армий: 1958

### Сборная
- Бронзовый призёр Олимпийских игр: 1956